# هیگاشیکونی شیگه‌کو
هیگاشیکونی شیگه‌کو (به ژاپنی: 東久邇成子); ۶ دسامبر ۱۹۲۵ – ۲۳ ژوئیهٔ ۱۹۶۱) شاهدخت، دختر ارشد هیروهیتو اهل ژاپن بود.
او در سن ۳۵ سالگی در اثر سرطان درگذشت.